# Distrito de Galle
Galle (en tamil: காலி) es un distrito de Sri Lanka en la provincia Sur. Código ISO: LK.GL.
Comprende una superficie de 1 652 km².
El centro administrativo es la ciudad de Galle.

## Demografía
Según estimación 2010 contaba con una población total de 1 084 000 habitantes, de los cuales 557 000 eran mujeres y 527 000 varones.